# 더블스킨 구조
더블스킨 구조는 철도차량의 차체 구조의 일종이다.

## 개요
철도차량의 차체를 구성하기 위해서 필요했던 외판과 골조를 일체로 정리한 구조로, 트러스 형태의 단면을 가지는 알루미늄 합금의 압출형재를 용접으로 이어 맞추어 제작된다. 강성이 강하고 차체의 굴곡이 적은 것이 장점이다.
외벽부만으로 필요한 강도를 유지할 수 있기 때문에 종래의 싱글스킨 구조에서 필요했던 기둥이나 대들보 역할을 하는 골재가 불필요하며, 이에 따라 실내의 돌기가 없어져 실내공간을 넓힐 수 있다. 그리고 2장의 벽과 벽 사이 틈새에 제진재를 삽입할 수 있기 때문에 객실소음을 크게 낮출 수 있다. 또, 기둥이나 대들보의 생략은 제조공정의 간소화로 연결되어 제조비용도 저감할 수 있다.
2중 구조이기 때문에 경량화 측면에서는 약간 불리하지만, 더블스킨 구조의 여러 이점을 고려하면 싱글스킨 구조보다 훨씬 우수하기 때문에 최근 개발되는 철도차량에서 많이 채용되고 있다.

## 같이 보기
- A-Train